# Uromyrtus gomonenensis
Uromyrtus gomonenensis är en myrtenväxtart som först beskrevs av André Guillaumin, och fick sitt nu gällande namn av Karl Ewald Maximilian Burret. Uromyrtus gomonenensis ingår i släktet Uromyrtus och familjen myrtenväxter.
Artens utbredningsområde är Nya Kaledonien. Inga underarter finns listade i Catalogue of Life.